# Ungureanu-kormány
Az Ungureanu-kormány Románia kormánya volt 2012. február 9-től április 27-ig, azaz 78 napig (május 7-ig ügyvezetőként maradt hivatalban).

## Kormányösszetétel
2012. február 9-től:
| Név                                                | Hivatal kezdete   | Hivatal vége      | Párt                                          | Megjegyzés                  |
| Miniszterelnök                                     | Miniszterelnök    | Miniszterelnök    | Miniszterelnök                                | Miniszterelnök              |
| -------------------------------------------------- | ----------------- | ----------------- | --------------------------------------------- | --------------------------- |
| Mihai Răzvan Ungureanu                             | 2012. február 9.  | 2012. május 7.    | pártonkívüli                                  |                             |
| Miniszterelnök-helyettes                           |                   |                   |                                               |                             |
| Markó Béla                                         | 2012. február 9.  | 2012. május 7.    | Romániai Magyar Demokrata Szövetség (RMDSZ)   |                             |
| Pénzügyminiszter                                   |                   |                   |                                               |                             |
| Bogdan Drăgoi                                      | 2012. február 9.  | 2012. május 7.    | Demokrata Liberális Párt (PD-L)               |                             |
| Közigazgatási és belügyminiszter                   |                   |                   |                                               |                             |
| Gabriel Berca                                      | 2012. február 9.  | 2012. május 7.    | Demokrata Liberális Párt                      |                             |
| Külügyminiszter                                    |                   |                   |                                               |                             |
| Cristian Diaconescu                                | 2012. február 9.  | 2012. május 7.    | Országos Szövetség Románia Haladásáért (UNPR) |                             |
| Gazdasági és kereskedelmi miniszter                |                   |                   |                                               |                             |
| Lucian Bode                                        | 2012. február 9.  | 2012. május 7.    | Demokrata Liberális Párt                      |                             |
| Igazságügy-miniszter                               |                   |                   |                                               |                             |
| Cătălin Predoiu                                    | 2012. február 9.  | 2012. május 7.    | pártonkívüli                                  |                             |
| Oktatási, kutatási, ifjúsági és sportminiszter     |                   |                   |                                               |                             |
| Cătălin Baba                                       | 2012. február 9.  | 2012. május 7.    | Demokrata Liberális Párt                      |                             |
| Regionális fejlesztési és idegenforgalmi miniszter |                   |                   |                                               |                             |
| Cristian Petrescu                                  | 2012. február 9.  | 2012. május 7.    | Demokrata Liberális Párt                      |                             |
| Munkaügyi, családügyi és szociális miniszter       |                   |                   |                                               |                             |
| Claudia Boghicevici                                | 2012. február 9.  | 2012. május 7.    | Demokrata Liberális Párt                      |                             |
| Nemzetvédelmi miniszter                            |                   |                   |                                               |                             |
| Gabriel Oprea                                      | 2012. február 9.  | 2012. május 7.    | Országos Szövetség Románia Haladásáért        |                             |
| Közlekedési és infrastrukturális miniszter         |                   |                   |                                               |                             |
| Alexandru Nazare                                   | 2012. február 9.  | 2012. május 7.    | Demokrata Liberális Párt                      |                             |
| Mezőgazdasági és vidékfejlesztési miniszter        |                   |                   |                                               |                             |
| Stelian Fuia                                       | 2012. február 9.  | 2012. május 7.    | Demokrata Liberális Párt                      |                             |
| Egészségügyi miniszter                             |                   |                   |                                               |                             |
| Ritli László                                       | 2012. február 9.  | 2012. május 7.    | Romániai Magyar Demokrata Szövetség           |                             |
| Művelődési és nemzeti örökségi miniszter           |                   |                   |                                               |                             |
| Kelemen Hunor                                      | 2012. február 9.  | 2012. május 7.    | Romániai Magyar Demokrata Szövetség           | pártelnök                   |
| Környezetvédelmi és erdészeti miniszter            |                   |                   |                                               |                             |
| Borbély László                                     | 2012. február 9.  | 2012. április 5.  | Romániai Magyar Demokrata Szövetség           |                             |
| Mihai Răzvan Ungureanu                             | 2012. április 5.  | 2012. április 10. | pártonkívüli                                  | kormányfőként, ideiglenesen |
| Korodi Attila                                      | 2012. április 10. | 2012. május 7.    | Romániai Magyar Demokrata Szövetség           |                             |
| Hírközlési és tájékoztatási miniszter              |                   |                   |                                               |                             |
| Răzvan Muștea Șerban                               | 2012. február 9.  | 2012. május 7.    | Demokrata Liberális Párt                      |                             |
| Európai ügyek minisztere                           |                   |                   |                                               |                             |
| Leonard Orban                                      | 2012. február 9.  | 2012. május 7.    | pártonkívüli                                  |                             |

## Története
A megszorítások miatt népszerűtlen második Boc-kormány Emil Boc miniszterelnök lemondásával megszűnt. Boc helyére Mihai Răzvan Ungureanut, a román Külföldi Hírszerző Szolgálat (SIE) addigi vezetőjét nevezte ki Traian Băsescu államfő. A kormánykoalíciót a korábbi kormánypártok, a Demokrata Liberális Párt (PD-L) és a Romániai Magyar Demokrata Szövetség (RMDSZ) alkották, valamint a parlamenti ciklusban pártjukból kilépett, frakció nélkül maradt képviselőkből alakult Országos Szövetség Románia Haladásáért (UNPR) nevű formáció. A PD-L új minisztereket helyezett pozícióba.
Az új kormány sem tudott azonban elődjétől eltérő gazdaságpolitikát vinni. A Krassó-Szörény megyei pénzügyi források csökkentése miatt a Demokrata Liberális Pártból kilépő Sorin Frunzaverde alelnök lavinát indított el: közel negyven polgármester és három parlamenti képviselő követte. A párt a 2012. június 10-i helyhatósági választásokra hirtelen bukaresti főpolgármester-jelölt nélkül maradt.
Az RMDSZ egyik fontos követelése volt a kormányra lépéskor a Marosvásárhelyi Orvosi és Gyógyszerészeti Egyetem (MOGYE) önálló magyar karának létrehozása. Az új fakultás megnyitását az egyetem román vezetőinek ellenkezése miatt az egyetemi autonómia megsértésével, kormányrendelettel tettek lehetővé. Közben Borbély László környezetvédelmi miniszter korrupciós ügybe keveredett és lemondott. A tárcának kellett volna a verespataki aranybánya újraindításának tárgyában döntenie.
A kormány ezután előbb a szenátusban veszítette el többségét, majd a képviselőházi többség is odalett: 11 PD-L-es képviselő csatlakozott az ellenzéki pártokat tömörítő Szociálliberális Unióhoz (USL). 2012. április 27-én a MOGYE magyar karának létrehozása elleni tiltakozásként benyújtott parlamenti bizalmatlansági indítvány miatt a kormány megbukott.
A bizalmatlansági indítvány elfogadásához a 460 képviselő és szenátor közül 231 szavazata kellett. Végül 259-en voltak jelen, az indítványt 235-en támogatták, ellene 9-en szavaztak, 4 szavazat érvénytelen volt. Az indítvány a nem magyar kisebbségi képviselők szavazatával ment át a parlamenten.
Az RMDSZ szeptemberi előrehozott választásokat szeretett volna. Băsescu Victor Pontát, a Szociáldemokrata Párt (PSD) elnökét, az USL társelnökét jelölte új kormányfőnek.

## Külső hivatkozások
- A román kormány összetétele a hivatalos honlapon
- Hivatalba lépett az Ungureanu-kormány[halott link] – Krónika, 2012. február 9.